# Normalhöhenpunkt 1879
Koordinaten: 52° 30′ 12,4″ N, 13° 23′ 34,9″ O
Der Normalhöhenpunkt 1879 (NHP 1879) markierte die Höhenbezugsfläche Normalnull, die nach Definition 37,000 m unterhalb dieses Punktes verläuft.
Er befand sich bis zum Abriss des Gebäudes im Jahr 1912 an der Nordseite der Neuen Berliner Sternwarte.
Die Höhe des Normalhöhenpunktes von 37 m wurde vom Amsterdamer Pegel mit einer Genauigkeit von etwa einem Zentimeter durch Präzisions-Nivellements übertragen. Die Höhe des Mittelwassers am Amsterdamer Pegel ist 1865 aus den in den Jahren 1843–1860 durchgeführten Wasserstandsbeobachtungen berechnet worden. Danach lag der Nullpunkt des Amsterdamer Pegels 144 Millimeter über dem Mittelwasser der (damals noch zur Nordsee offenen) Zuider See an der Stelle des Pegels.
NHP 1879 wurde 1912 durch den Normalhöhenpunkt 1912 (NHP 1912) etwa 40 km östlich von Berlin ersetzt.

## Historische Entwicklung

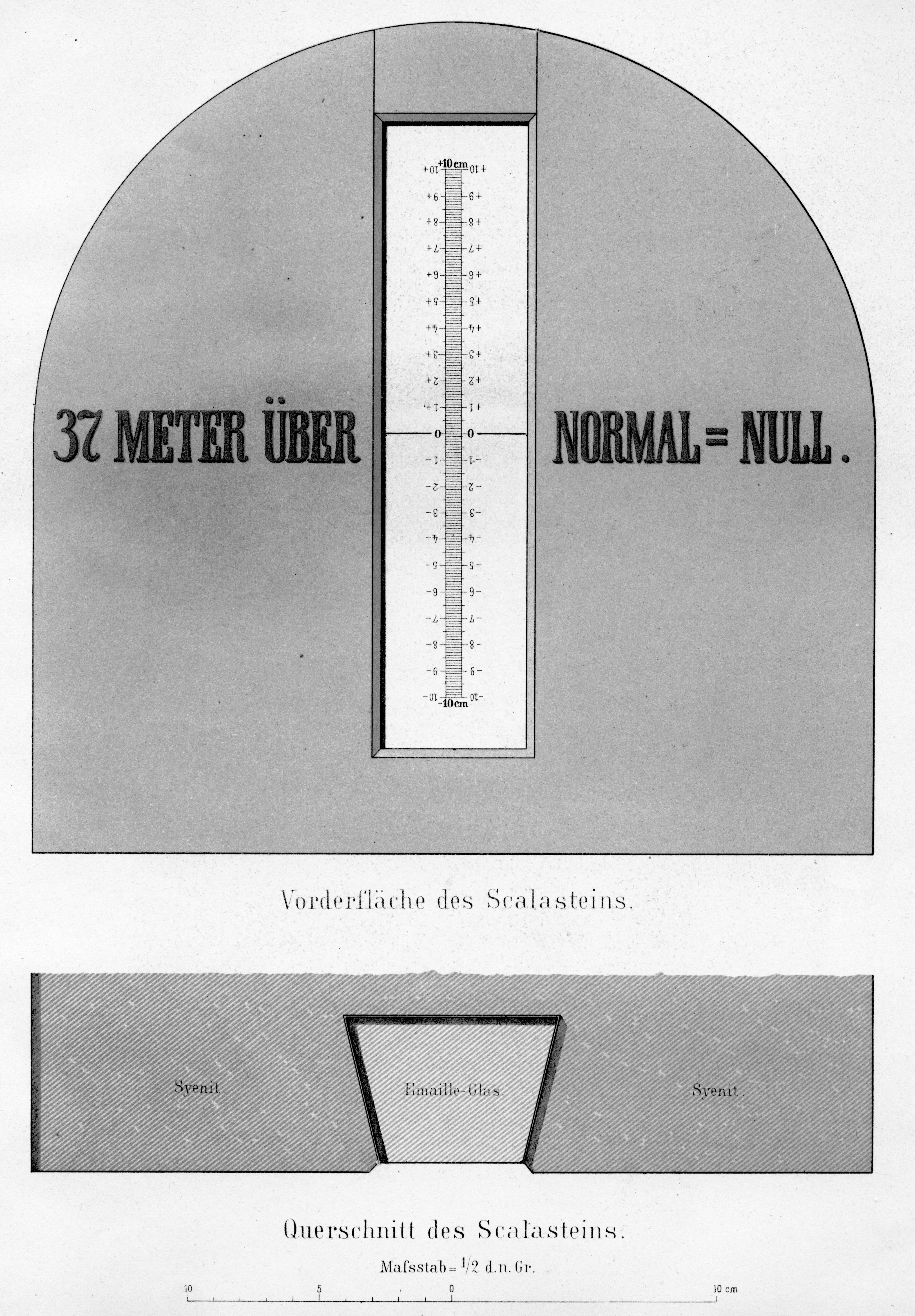
Tafel IX: Skalastein Normalhöhenpunkt 1879

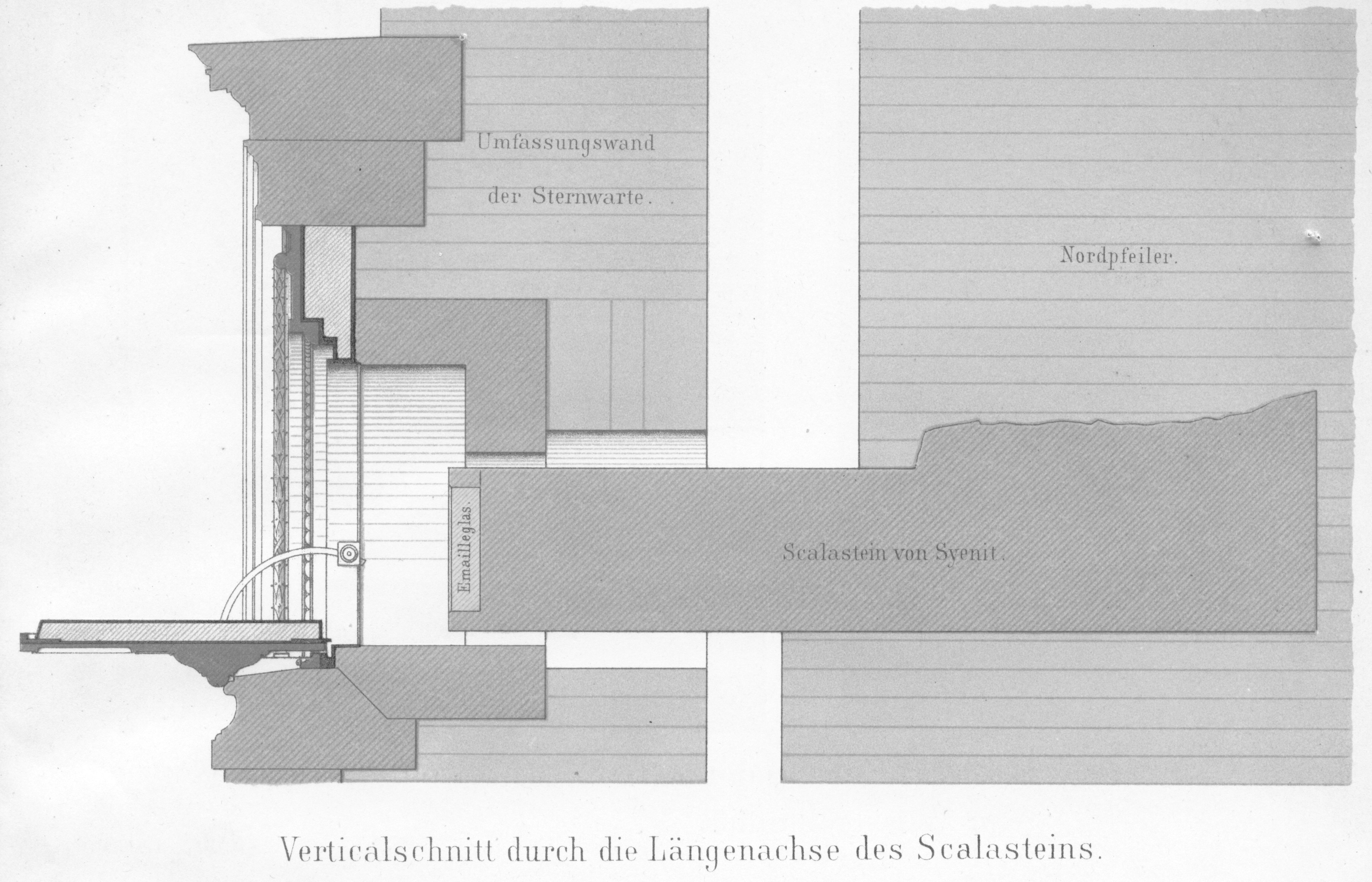
Tafel VII: Vertikalschnitt durch die Längsachse des Skalasteins

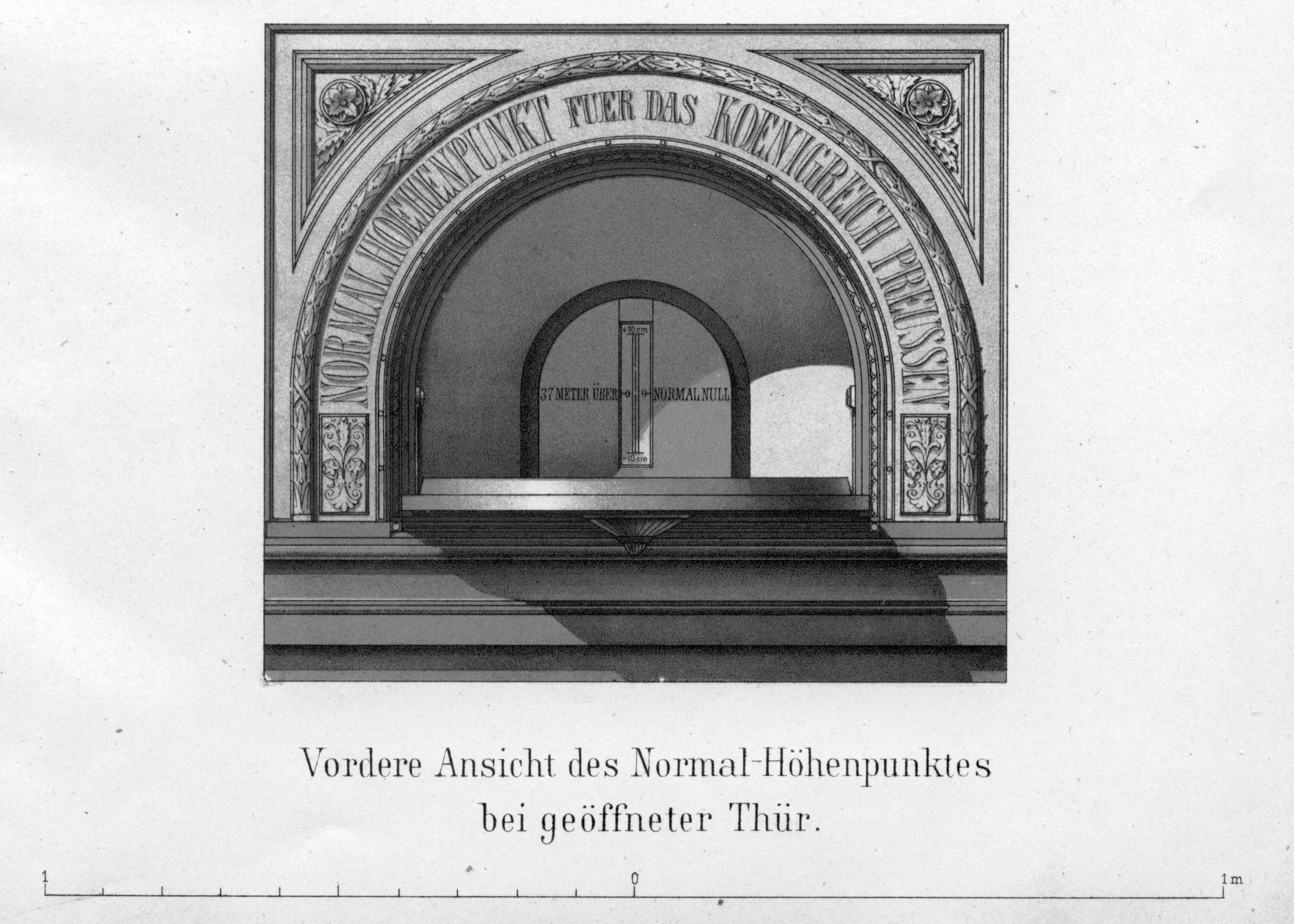
Tafel VII: Vorderansicht bei geöffneter Klappe

Die Höhenmessungen innerhalb des preußischen Staatsgebietes wurden vor 1879 auf verschiedene, für den jeweiligen Zweck gewählte Nullpunkte bezogen. Während ein großer Teil von Behörden und privaten Ingenieuren Höhenangaben vom Nullpunkt eines Meeresspiegels, insbesondere des Amsterdamer und des Swinemünder Pegels zählten, zogen andere es vor, das an einem Hafen der Ost- oder Nordsee beobachtete Mittelwasser als Anfangspunkt zu nehmen. Teilweise sind für die Spezialvermessungen auch der Nullpunkt eines in der Nähe liegenden Flusspegels oder ein anderer geeignet erscheinender Punkt zugrunde gelegt worden.
Die Ursache dieser Vielfalt lag darin, dass es an einem genauen und zusammenhängenden Nivellementnetz fehlte. Somit war es nicht möglich, die in verschiedenen Landesteilen ausgeführten Messungen miteinander zu verbinden und auf einen gemeinschaftlichen Nullpunkt zu beziehen.
Nachdem die Präzisionsnivellements der Trigonometrischen Abteilung der Preußischen Landesaufnahme so weit fortgeschritten waren, dass sie den größten Teil des preußischen Staates, und zwar den etwa nördlich des Breitengrades von Berlin liegenden, mit einem zusammenhängenden Netz bedeckten, glaubte der Chef der Landesaufnahme, Generalleutnant Otto von Morozowicz, den geeigneten Zeitpunkt gekommen, hier Abhilfe zu schaffen und legte dem Central-Direktorium der Vermessungen in der Sitzung vom 11. Dezember 1875 einen entsprechenden Antrag vor. Daraufhin wurde eine Kommission mit der näheren Prüfung der Sache und mit der Ausarbeitung von Vorschlägen beauftragt.
In den Beratungen dieser Kommission, welche unter dem Vorsitz des Generalleutnants von Morozowicz am 7. Oktober 1876 zusammentrat und die aus den Herren Oberbergrat Wilhelm Hauchecorne, Baurat Röder, Major Oskar Schreiber, Major Steinhausen und Geheimer Baurat Adolf Wiebe bestand, wurde zunächst das dringende Bedürfnis eines Normalhöhenpunktes bekräftigt, der als sichtbare Bezeichnung einen für sämtliche Höhenbestimmungen im preußischen Staat einzuführenden Nullpunkt festlegte. Dabei wurde die Notwendigkeit hervorgehoben, zur wirksamen Durchführung einer einheitlichen Grundlage aller Nivellements, sämtliche Ressorts der Staatsverwaltung zum ausschließlichen Gebrauch dieses Nullpunktes zu verpflichten.
Eine eingehende Diskussion fand auch über die zweckmäßigste Wahl des Ortes für den Normalhöhenpunkt statt. Für die Wahl eines Punktes an der Küste sprach die Absicht, das Mittelwasser des Meeres zur Kontrolle und Definition des Normalhöhenpunktes zu benutzen. Allerdings konnte das Mittelwasser nur durch mehrjährige Beobachtungen und nur unter der Voraussetzung bestimmt werden, dass das anliegende feste Land keinen Hebungen oder Senkungen unterworfen ist.
Die Kommission entschied sich für einen Ort in zentraler Lage und zwar nicht im Gebirge, sondern auf altem Boden, der Hebungen und Senkungen weniger ausgesetzt ist. Durch die zentrale Lage war auch eine gute Verbindung zum umgebenden Nivellementnetz möglich. Auf Basis eines Gutachtens des Direktors der Königlichen Sternwarte zu Berlin Wilhelm Foerster wurde beschlossen, den Normal-Höhenpunkt an einem der Beobachtungspfeiler der Berliner Sternwarte anzubringen (Nordansicht siehe Tafel VI). Der Punkt sollte mit einem Nivellierinstrument von außen leicht angemessen werden können.
Als Höhenlage für den Normal-Nullpunkt wurde zur Vermeidung negativer Höhen die „mittlere Meereshöhe“ gewählt. Zur näheren Festsetzung dieses an sich vagen Begriffes wurde seinerzeit folgendes in Betracht gezogen:
1. Von der mittleren Meereshöhe ist uns weiter nichts bekannt, als die sogenannten „Mittelwasser“, welche sich aus den Ablesungen an einzelnen Hafenorten durch Pegelbeobachtungen in den letzten 20 bis 30 Jahren ergeben haben und deren gegenseitige Höhenlage durch nivellierte Verbindung der bezüglichen Pegel bestimmt worden ist.
2. Die mittlere Meereshöhe auf hoher See ist – mit den zurzeit uns zur Verfügung stehenden Mitteln der Wissenschaft und Technik – nicht messbar. Aus theoretischen Gründen ist jedoch ein gleiches Niveau – sowohl verschiedener Meere, als auch desselben Meeres an verschiedenen Stellen – nicht nachzuweisen, vielmehr das Vorhandensein bedeutender Niveau-Unterschiede kaum zu bezweifeln.
3. Daraus geht hervor, dass von der „mittleren Meereshöhe“ überhaupt nur in angenähertem Sinne die Rede sein kann und in vorliegendem Fall das ungefähre Mittelwasser an unseren Meeresküsten zu nehmen ist.
4. Von allen Nullpunkten hat der des Amsterdamer Pegels bisher die häufigste Anwendung in Preußen gefunden. Seine Höhe stimmt mit den an unseren Meeresküsten beobachteten Mittelwassern hinreichend überein, um als „mittlere Meereshöhe“ in dem unter 3. bezeichneten Sinne genommen zu werden.

Aus diesen Gründen beschloss die Kommission, dass der Normal-Nullpunkt in gleiche Höhe mit dem Nullpunkt des Amsterdamer Pegels zu bringen und diese Höhenlage aufgrund der soeben (Oktober 1876) vollendeten Verbindung dieses Pegels mit dem deutschen Nivellementnetz herbeizuführen sei. Endlich wurde noch festgesetzt, dass die an der Sternwarte herzustellende Marke die Benennung „Normal-Höhenpunkt für das Königreich Preußen“ erhalten soll und für die vom Normal-Nullpunkt gezählten Höhen die Bezeichnung „Höhe über Normal-Null“ oder in abgekürzter Schreibweise „Höhe über N. N.“ einzuführen sei.
Den vorstehenden Vorschlägen der Kommission schloss sich das Central-Direktorium in der Sitzung vom 2. Dezember 1876 vollständig an. Nachdem im Laufe des Jahres 1877 auch von den Ministerien nahezu ausschließlich zustimmende Erklärungen, insbesondere bezüglich der obligatorischen Einführung des Normal-Nullpunktes, eingegangen waren, wurden die Arbeiten zur Herstellung des Normal-Höhenpunktes unter der Leitung des Chefs der Trigonometrischen Abteilung in Angriff genommen und bis zum Frühjahr 1879 zu Ende geführt. Nur ein Ministerium lehnte durch seinen Vertreter, den Präsidenten des Geodätischen Institutes General-Leutnant Baeyer, die Einführung ab. Er konnte vermutlich nicht verwinden, dass sein trigonometrisches Nivellement von Swinemünde nach Berlin um das Jahr 1835 nicht entsprechend gewürdigt und als Bezug der Amsterdamer Pegel beschlossen wurde.
Zum Geburtstag von Kaiser Wilhelm I. fand am 22. März 1879 die förmliche Übergabe der Anlage statt.

## Beschreibung der Anlage

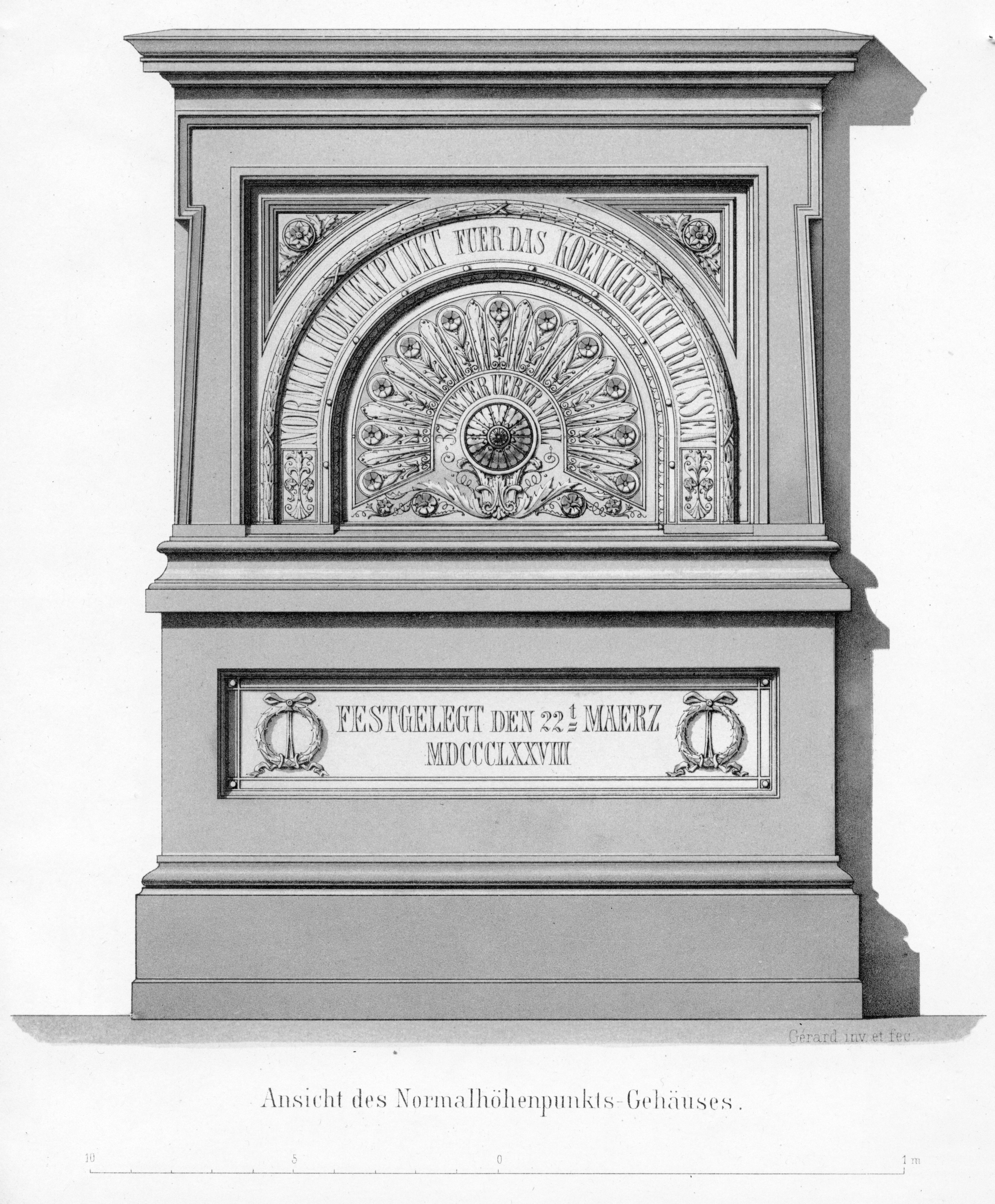
Tafel X: Normalhöhenpunkt 1879 (Gehäuse)

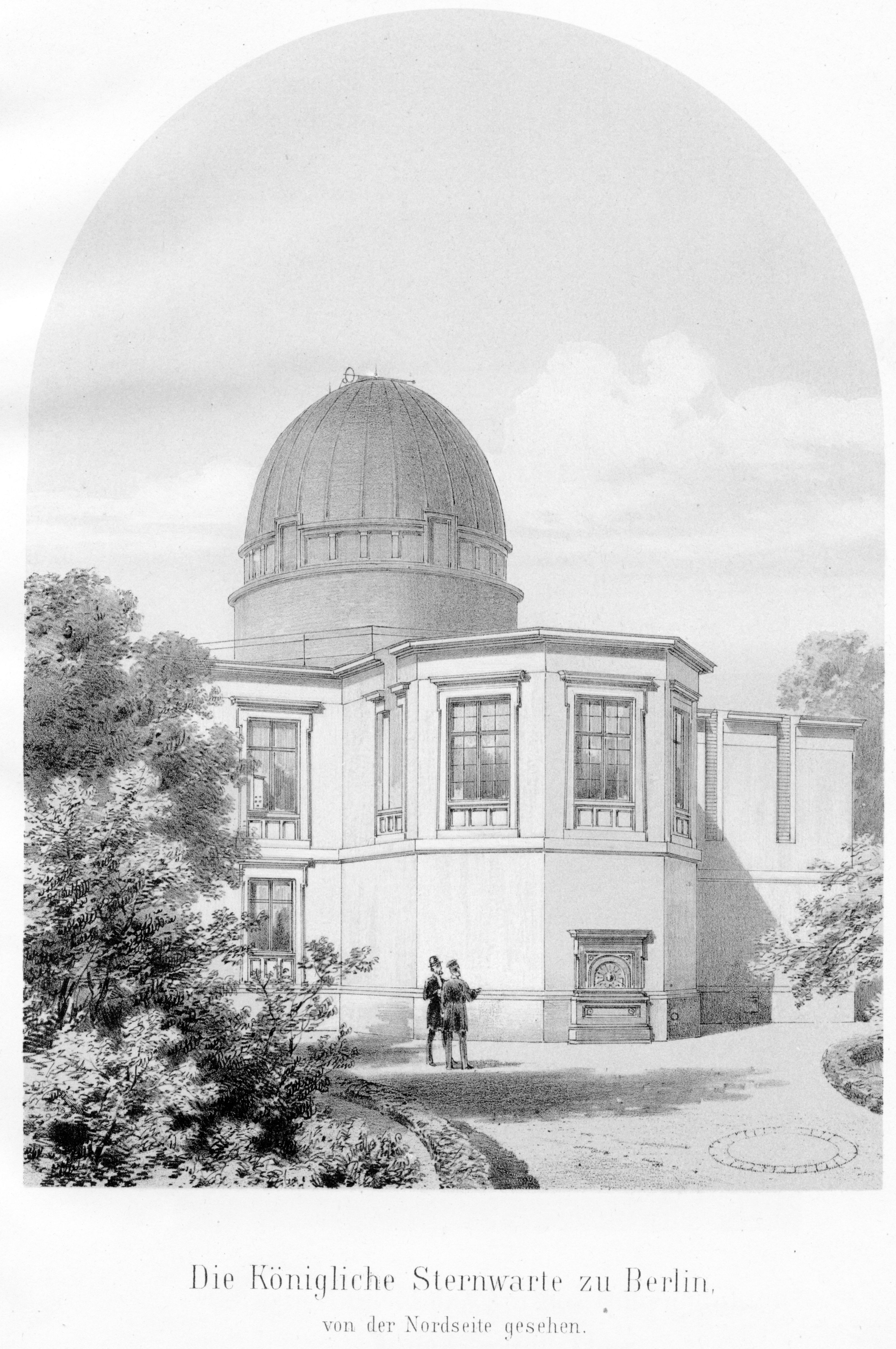
Tafel VI: Die Nordseite der Königlichen Sternwarte mit dem Normalhöhenpunkt 1879

Das Gebäude der Königliche Sternwarte in der Nähe des Halleschen Tores in Berlin hatte vier zur Aufstellung ihrer Hauptinstrumente bestimmte Pfeiler: einen Mittel-, einen Nord-, einen Süd- und einen Westpfeiler. Diese waren – voneinander und von den Mauern des Gebäudes vollständig isoliert – aus Ziegelsteinen erbaut und zwei Meter unter dem natürlichen Boden gegründet. Da das Grundstück, worauf die Sternwarte in den Jahren 1832 bis 1835 erbaut wurde, so tief lag, dass das Grundwasser bei ungewöhnlich hohem Stand bis nahe an die Oberfläche des natürlichen Bodens stieg, wurde um das Gebäude ein sehr breiter Fahrweg zwei Meter hoch aufgeschüttet. Damit lag die Gründung der Pfeiler vier Meter unter dem Niveau des Weges.
Über die seitdem gemachten Erfahrungen bezüglich der Festigkeit der Pfeiler äußert sich der damalige Direktor der Sternwarte, Wilhelm Foerster, in einem Gutachten, wie folgt:

„Die nunmehr über 40 Jahre hindurch systematisch angestellten Ablesungen zahlreicher Wasserwaagen auf den Pfeilern der Sternwarte, insbesondere die fortgehende Beobachtung der Lage des Mittelpfeilers gegen die Vertikale und den Meridian, bestätigen die außerordentliche Beständigkeit des Baugrundes auf unwiderlegliche Weise, obgleich in der benachbarten Bessel- und Charlottenstraße der Baugrund in der Tat ein ungünstiger ist. Auch hat die Sternwarte bereits eine sehr bedeutende Grundwasserkrise durchgemacht, ohne dass dabei irgend welche Veränderung des Mauerwerkes oder Veränderungen der Lage der Pfeiler gegen die Vertikale und den Meridian eingetreten wären. Als nämlich im Jahre 1848 der gegenwärtige Schifffahrtskanal, welcher am Halleschen Thore vorbeigeht, angelegt wurde, sank das Grundwasser, dessen Stand bis dahin in der Nähe eines der Pfeilerfundamente mit einem Schwimmer hatte beobachtet werden können, plötzlich und andauernd um mehr als 5 Fuß, so dass der Schwimmer später niemals wieder Wasser gezeigt hat.“

Der Normal-Höhenpunkt war am Nordpfeiler der Sternwarte auf folgende Art bezeichnet und festgelegt:
Ein 1,70 m langer Syenitbalken (Tafel VII), welcher bei horizontaler Lage seiner Längenachse bis über deren Mitte hinaus in den genannten Pfeiler der Sternwarte eingemauert war, trat mit seinem hervorstehenden vorderen Teil frei durch die durchbrochene nördliche Außenwand des Gebäudes. An seiner vertikalen, fein geschliffenen Stirnfläche auf einem von oben darin eingeschobenen Körper aus weißem Emailleglas trug er eine lotrechte Millimeterskala von 20 cm Länge, deren Mittelstrich den Normal-Höhenpunkt bezeichnete.
Der aus dem Mauerwerk des Pfeilers hervorstehende Teil des Balkens war 0,65 m lang, und sein Querschnitt hatte die Form eines oben abgerundeten Quadrates von 0,32 m Seitenlänge. In seine ebene Kopffläche war eine schwalbenschwanzförmige Nute zur Aufnahme des Glaskörpers eingearbeitet (Tafel IX), auf dessen sichtbarer Vorderfläche sich die Skala befand. Der obere vom Glaskörper nicht ausgefüllte Teil der Nute war mit einem eingeschliffenen und verkitteten Syenitstückchen ausgefüllt. Die Kopffläche des Syenitbalkens (Skalastein) trug in vergoldeten Bronzeinitialen die Inschrift 37 METER ÜBER NORMAL-NULL mit Bezug auf den Mittelstrich der Skala. Die Höhe des Mittelstrichs über dem Erdboden wurde so gewählt, dass mit einem in geringer Entfernung (etwa 10 m) im Garten der Sternwarte auf einem Stativ befindlichen Nivellierinstrument die Höhe der Visierlinie unmittelbar von der Skala abgelesen werden konnte. Zu diesem Zwecke war eine entsprechende Bezifferung vorhanden.
Das Gehäuse des Normal-Höhenpunktes und dessen Verschluss war vom Regierungsbaumeister Gérard in monumentalem Stil und in einer der Bedeutung der Anlage entsprechenden künstlerischen Ausstattung entworfen und ausgeführt worden.
Der aus dem Pfeiler der Sternwarte frei heraustretende Skalastein (Tafel VII) war in der durchbrochenen Umfassungswand in einem Abstand von 8 cm von seiner Peripherie ummauert und umwölbt worden. Die Stirnfläche dieses Gewölbes war mit einer aus geschliffenem Strehlener Granit bestehenden Platte verkleidet. Diese war entsprechend der Form des Skalasteins ausgearbeitet und umgab den Kopfteil mit einem Zwischenraum von 3 cm.
Die Öffnung der Granitplatte war von der Stirnfläche des Skalasteins nach vorn zu einem Halbkreis von 37,5 cm Radius erweitert. Eine reich verzierte, von oben nach unten zu öffnende Bronzetür (Tafel X), welche in einer oblongen (rechteckigen) Tafel von gleichem Material ruhte, schloss die Öffnung vor dem Skalastein. Auf der Bronzetafel über der Tür befand sich die vergoldete Umschrift NORMALHOEHENPUNKT FUER DAS KOENIGREICH PREUSSEN und auf der Tür selbst 37 METER UEBER NULL. Das Gehäuse für den Normal-Höhenpunkt war aus poliertem grünem schwedischem Granit hergestellt. Eine in den Sockel desselben eingelassene Bronzetafel zeigte das Datum der Festlegung (22. März 1878), ein Jahr vor der Einweihung.
Zur Kontrolle des Normal-Höhenpunktes bezüglich etwaiger Veränderung seiner Höhenlage war dieser wie folgt zum Westpfeiler der Sternwarte in Beziehung gebracht worden: In die Nordseite des Westpfeilers wurde etwa 0,60 m über dem Erdboden ein horizontaler gusseiserner T-Träger mit nach oben stehendem Steg eingemauert, dessen äußerer Arm frei durch die Umfassungswand trat. Mit seinem etwa 7 cm aus der Wand hervorstehenden verstärkten Ende umschloss der Träger eine Achatkugel von 31 mm Durchmesser derart, dass deren höchster Punkt zum Aufsetzen einer Nivellierlatte dienen konnte. Ein mit einem Schloss versehener eiserner Deckel in Form eines viereckigen Kastens schützte die Marke und verschloss die Öffnung in der Umfassungswand. Der Höhenunterschied zwischen dem Aufsatzpunkt dieses Kontrollbolzens und dem Normal-Höhenpunkt war – zugleich mit der absoluten Höhe des NHP – festgesetzt und mit großer Genauigkeit abgestimmt worden.
Die lokale Lage der beiden Punkte zueinander gestattete es nicht, die Arbeiten von einem Standpunkt aus zu erledigen. Es bedurfte vielmehr zweier Aufstellungen eines Nivellierinstrumentes und eines Hilfspunktes. Als solcher wurde der bereits früher in der Fundamentmauer der Sternwarte befestigte und mit dem Nivellementnetz verbundene Höhenbolzen 3236 benutzt. Dieser war vermarkt worden, um dem Normal-Höhenpunkt die beabsichtigte Höhenlage zu geben, die auf 0,841 m über dem Höhenbolzen festgesetzt war. Bezüglich des o. g. Kontrollbolzens wurde festgesetzt, dass dieser die gleiche Höhe wie der Höhenbolzen erhalten sollte.

## Denkmal

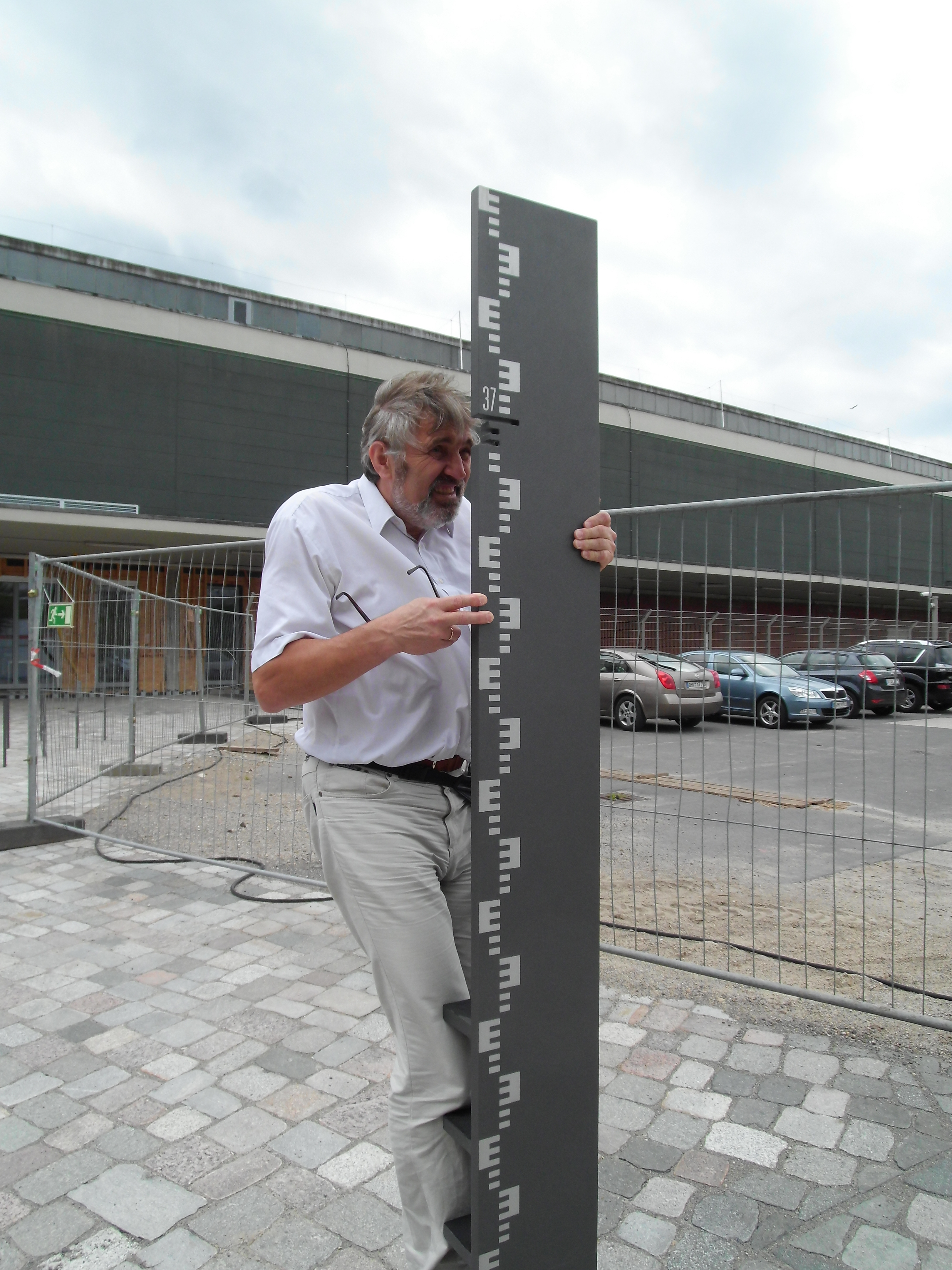
Besucher beim Blick durch den Sehschlitz

Das exakt am früheren Ort des Normalhöhenpunkts errichtete Denkmal am südlichen Ende der Enckestraße ist aufgrund einer Initiative des DVW Berlin-Brandenburg e. V. (ehemals: Deutscher Verein für Vermessungswesen) entstanden und besteht aus einer ca. 2,50 m hohen Stele aus Stahl in Form einer stilisierten Nivellierlatte, die besteigbar ist und in exakt 37,000 m Höhe mit einem Sehschlitz eine Visur erlaubt. Auf der Stele ist die Geschichte des Höhenpunkts und des Deutschen Haupthöhennetzes in deutscher und englischer Sprache erläutert. Die Stele wurde im Rahmen der Neugestaltung der Freiräume an der Akademie Jüdisches Museum Berlin im Auftrag der Berliner Senatsverwaltung für Stadtentwicklung und Umwelt errichtet; der DVW Berlin-Brandenburg war im landschaftsplanerischen Wettbewerb als Fachberater eingeschaltet und lieferte die Texte für die Stele.
Die Stele wurde am 26. Oktober 2012 vom damaligen Bezirksbürgermeister von Friedrichshain-Kreuzberg, Franz Schulz, zusammen mit Vertretern des DVW Berlin-Brandenburg enthüllt.